# Hemicytherura lemesuriensis
Hemicytherura lemesuriensis är en kräftdjursart som beskrevs av Brouwers 1994. Hemicytherura lemesuriensis ingår i släktet Hemicytherura och familjen Cytheruridae. Inga underarter finns listade i Catalogue of Life.